# Nummer 1-hits in de Billboard Hot 100 in 2007
Deze hits stonden in 2007 op nummer 1 in de Billboard Hot 100.
| Nummer | Datum        | Artiest                                       | Titel                           |
| ------ | ------------ | --------------------------------------------- | ------------------------------- |
| 936    | 6 januari    | Beyoncé                                       | Irreplaceable                   |
|        | 13 januari   | Beyoncé                                       | Irreplaceable                   |
|        | 20 januari   | Beyoncé                                       | Irreplaceable                   |
|        | 27 januari   | Beyoncé                                       | Irreplaceable                   |
|        | 3 februari   | Beyoncé                                       | Irreplaceable                   |
|        | 10 februari  | Beyoncé                                       | Irreplaceable                   |
|        | 17 februari  | Beyoncé                                       | Irreplaceable                   |
| 937    | 24 februari  | Nelly Furtado                                 | Say it right                    |
| 938    | 3 maart      | Justin Timberlake                             | What goes around...             |
| 939    | 10 maart     | MIMS                                          | This is why I'm hot             |
|        | 17 maart     | MIMS                                          | This is why I'm hot             |
| 940    | 24 maart     | Fergie & Ludacris                             | Glamorous                       |
|        | 31 maart     | Fergie & Ludacris                             | Glamorous                       |
| 941    | 7 april      | Akon                                          | Don't matter                    |
|        | 14 april     | Akon                                          | Don't matter                    |
| 942    | 21 april     | Timbaland & Justin Timberlake & Nelly Furtado | Give it to me                   |
|        | 28 april     | Timbaland & Justin Timberlake & Nelly Furtado | Give it to me                   |
| 943    | 5 mei        | Avril Lavigne                                 | Girlfriend                      |
| 944    | 12 mei       | Maroon 5                                      | Makes me wonder                 |
|        | 19 mei       | Maroon 5                                      | Makes me wonder                 |
| 945    | 26 mei       | T-Pain & Yung Joc                             | Buy U a drank (Shawty snappin') |
| 944    | 2 juni       | Maroon 5                                      | Makes me wonder                 |
| 946    | 9 juni       | Rihanna & Jay-Z                               | Umbrella                        |
|        | 16 juni      | Rihanna & Jay-Z                               | Umbrella                        |
|        | 23 juni      | Rihanna & Jay-Z                               | Umbrella                        |
|        | 30 juni      | Rihanna & Jay-Z                               | Umbrella                        |
|        | 7 juli       | Rihanna & Jay-Z                               | Umbrella                        |
|        | 14 juli      | Rihanna & Jay-Z                               | Umbrella                        |
|        | 21 juli      | Rihanna & Jay-Z                               | Umbrella                        |
| 947    | 28 juli      | Plain White T's                               | Hey there Delilah               |
|        | 4 augustus   | Plain White T's                               | Hey there Delilah               |
| 948    | 11 augustus  | Sean Kingston                                 | Beautiful girls                 |
|        | 18 augustus  | Sean Kingston                                 | Beautiful girls                 |
|        | 25 augustus  | Sean Kingston                                 | Beautiful girls                 |
|        | 1 september  | Sean Kingston                                 | Beautiful girls                 |
| 949    | 8 september  | Fergie                                        | Big girls don't cry             |
| 950    | 15 september | Soulja Boy                                    | Crank that (Soulja Boy)         |
|        | 22 september | Soulja Boy                                    | Crank that (Soulja Boy)         |
| 951    | 29 september | Kanye West                                    | Stronger                        |
| 950    | 6 oktober    | Soulja Boy                                    | Crank that (Soulja Boy)         |
|        | 13 oktober   | Soulja Boy                                    | Crank that (Soulja Boy)         |
|        | 20 oktober   | Soulja Boy                                    | Crank that (Soulja Boy)         |
|        | 27 oktober   | Soulja Boy                                    | Crank that (Soulja Boy)         |
|        | 3 november   | Soulja Boy                                    | Crank that (Soulja Boy)         |
| 952    | 10 november  | Chris Brown & T-Pain                          | Kiss kiss                       |
|        | 17 november  | Chris Brown & T-Pain                          | Kiss kiss                       |
|        | 24 november  | Chris Brown & T-Pain                          | Kiss kiss                       |
| 953    | 1 december   | Alicia Keys                                   | No one                          |
|        | 8 december   | Alicia Keys                                   | No one                          |
|        | 15 december  | Alicia Keys                                   | No one                          |
|        | 22 december  | Alicia Keys                                   | No one                          |
|        | 29 december  | Alicia Keys                                   | No one                          |

1940 ·
1941 · 
1942 ·
1943 ·
1944 ·
1945 ·
1946 ·
1947 ·
1948 ·
1949 ·
1950 ·
1951 ·
1952 ·
1953 ·
1954 ·
1955 ·
1956 ·
1957 ·
1958 ·
1959 ·
1960 ·
1961 ·
1962 ·
1963 ·
1964 ·
1965 ·
1966 ·
1967 ·
1968 ·
1969 ·
1970 ·
1971 ·
1972 ·
1973 ·
1974 ·
1975 ·
1976 ·
1977 ·
1978 ·
1979 ·
1980 ·
1981 ·
1982 ·
1983 ·
1984 ·
1985 ·
1986 ·
1987 ·
1988 ·
1989 ·
1990 ·
1991 ·
1992 ·
1993 ·
1994 ·
1995 ·
1996 ·
1997 ·
1998 ·
1999 ·
2000 ·
2001 ·
2002 ·
2003 ·
2004 ·
2005 ·
2006 ·
2007 ·
2008 ·
2009 ·
2010 ·
2011 ·
2012 ·
2013 ·
2014 ·
2015 ·
2016 ·
2017 ·
2018 ·
2019 ·
2020 ·
2021 ·
2022 ·
2023
- Nederland (Top 40)
- Nederland (Single Top 100)
- Nederland (3FM Mega Top 50)
- Nederland (Kink 40)
- Nederland (DVD Top 30)
- Vlaanderen (Radio 2 Top 30)
- Vlaanderen (Ultratop 50)
- Vlaanderen (Top 30 van Ultratop)
- Vlaanderen (De Afrekening)
- Wallonië
- Australië
- Canada
- Denemarken
- Duitsland
- Frankrijk
- Ierland
- Italië
- Nieuw-Zeeland
- Noorwegen
- Oostenrijk
- Spanje
- Verenigd Koninkrijk
- Verenigde Staten (Hot 100)
- Zweden
- Zwitserland